# Kraussaria deckeni
Kraussaria deckeni är en insektsart som beskrevs av Kevan, D.K.M. 1955. Kraussaria deckeni ingår i släktet Kraussaria och familjen gräshoppor. Inga underarter finns listade i Catalogue of Life.